# Iglesia del Proceso del Juicio Final
La Process Church of the Final Judgment (La Iglesia del Proceso del Juicio Final, en español), comúnmente conocida como Process Church, fue un grupo religioso establecido en el Reino Unido en 1963. Sus fundadores fueron la pareja británica Mary Ann MacLean y Robert de Grimston y se extendió por partes del Reino Unido y Estados Unidos durante los últimos años sesenta y setenta. Algunos estudiosos de la religión lo clasificaron como una forma de satanismo. 
MacLean y de Grimston se conocieron mientras eran miembros de la Iglesia de la Cienciología a principios de la década de 1960. La pareja fue expulsada de la Iglesia en 1962 y se casó al año siguiente. Comenzaron un grupo escindido de la cienciología llamado Análisis de Compulsiones, que incorporó nuevos elementos religiosos y se convirtió en la Process Church, que se estableció en Londres en 1966. Sus miembros inicialmente vivieron en una comuna en Mayfair, al oeste de Londres, antes de mudarse a Xtul en la península de Yucatán en México. Posteriormente establecieron una base de operaciones en los Estados Unidos en Nueva Orleans. Los fiscales que investigan los asesinatos de Los Ángeles cometidos por la familia Manson en 1969 sugirieron que había vínculos entre Charles Manson y Process Church. Aunque nunca se proporcionó ninguna prueba de tal conexión, las acusaciones dañaron la reputación de la Iglesia.
A principios de la década de 1970, el sociólogo William Sims Bainbridge estudió al grupo y produjo un relato en profundidad de sus actividades. En 1974, MacLean y de Grimston se separaron. Este último intentó continuar el grupo con un pequeño número de seguidores, pero esto se retiró en 1979. MacLean retuvo la lealtad de la mayoría de los miembros de la Iglesia, reformando el grupo como la Iglesia Fundamental del Milenio y llevándolo en una dirección explícitamente cristiana.

## Enseñanzas y actividades
En la fase inicial de las creencias del grupo, Grimston y MacLean enseñaron que solo había una divinidad suprema, Dios, y el enfoque de las actividades del grupo era transformar aquellos aspectos de la naturaleza humana que desafiaban a Dios. Muchas de las prácticas o "procesos" terapéuticos del grupo (de ahí el nombre) y conceptos se derivaron de la cienciología, incluido el término "procesamiento". En estas sesiones de terapia, el grupo utilizó un medidor electrónico titulado "P-Scope", que se basó en el medidor electrónico de la cienciología. 
En 1967, Grimston introdujo la noción de cuatro divinidades en las creencias del grupo. La Iglesia del Proceso predicó la existencia de cuatro dioses, que fueron considerados no como entidades literales sino como realidades internas existentes dentro de cada personalidad humana. En consecuencia, estas deidades no fueron adoradas. Los nombres de sus deidades se extrajeron de la religión tradicional judeocristiana. Eran conocidos como Jehová, Lucifer, Satanás y Cristo, y colectivamente se los conocía como los "Grandes Dioses del Universo". La Iglesia declaró que "Jehová es fuerza. Lucifer es luz. Satanás es separación. Cristo es unificación". 
A cada miembro se le indicó que siguiera al dios o dioses que mejor se adaptaran a ellos. Cada individuo fue entendido como una combinación de dos de estos dioses. La Iglesia enseñó que la personalidad y las relaciones de un individuo pueden explicarse por referencia a los dioses que manifiesta. Grimston, por ejemplo, se describió a sí mismo como una mezcla de rasgos luciferinos y cristianos, mientras que MacLean se consideraba a sí misma como una combinación de rasgos satánicos y de Jehová.  Ninguna de las deidades fue considerada malvada, sino "patrones básicos de la realidad humana". Grimston enseñó que el verdadero "diablo" era la humanidad o las "Fuerzas Grises", entendidas como representativas del compromiso y la conformidad típicos de las masas. 
Como lo indica el nombre del grupo, La Iglesia Procesal del Juicio Final, la Iglesia enseñó una forma de milenialismo. Según la escatología del Proceso, las cuatro divinidades separadas se unificarían en los últimos tiempos. Grimston vio la reconciliación de los opuestos en Mateo 5:44, donde Cristo les dice a sus seguidores que amen a sus enemigos. Grimston enseñó que el enemigo de Cristo era Satanás, y que la "reunión de los dioses" se logró a través del amor. 
La vida comunitaria de los miembros de la Iglesia estaba estrictamente regulada. Entre los miembros del grupo, el sexo y el uso de drogas y alcohol (con la excepción de cafeína y nicotina) estaban estrictamente racionados, y estas prácticas se consideraban una distracción del trabajo espiritual. A diferencia de otros grupos satánicos activos durante el mismo período, la Iglesia del Proceso no practicaba la magia. La Iglesia del Proceso se opuso firmemente a la vivisección. 
La Iglesia celebró rituales públicos similares a las prácticas cristianas, como bautismos, matrimonios y una reunión semanal titulada Asamblea del sábado. Los bautismos se realizaban en cada elevación de estatus en la jerarquía de la Iglesia. Se cantaban himnos solemnes a las cuatro deidades durante las asambleas. 
El grupo usó un símbolo similar a la esvástica ("el signo P") como insignia. El símbolo tenía cuatro letras P superpuestas, y también se consideraba que representaba las trompetas de los cuatro "Grandes Dioses". El grupo también usó un segundo símbolo, "el Signo de la Unión", que presentaba la letra Alfa dentro de la letra Omega, que representa la relación del Lucifer masculino con la Jehová femenina. 

## Clasificación
Varios comentaristas han descrito la Iglesia del Proceso como una religión, y también se ha caracterizado como un nuevo movimiento religioso. Ha habido cierto debate sobre si categorizar a la Iglesia del Proceso como una forma de satanismo o no; el antropólogo Jean La Fontaine señaló que era "difícil decidir si era una organización verdaderamente satanista". Las creencias de la Iglesia del Proceso han sido descritas como "una especie de teología neognóstica". 